# 강하빈
강하빈(1989년 6월 27일 ~ )은 대한민국의 레이싱 모델이다.

## 학력
- 가천길대학

## 경력

### 에이빙모델 경력
- 2011년 - 서울국제모터쇼 토요타부스 포즈모델
- 2012년 - 부산국제모터쇼 렉서스부스 포즈모델
- 2014년 - 부산국제모터쇼 르노삼성부스 포즈모델
- 2016년 - 경기국제보트쇼 주최측 포즈모델

### 레이싱모델 경력
- 2019년 - CJ 대한통운 슈퍼레이스 챔피언십 본부팀 전속모델
- 2018년 - CJ 대한통운 슈퍼레이스 챔피언십 본부팀 전속모델
- 2017년 - CJ 대한통운 슈퍼레이스 챔피언십 본부팀 전속모델
- 2016년 - CJ 대한통운 슈퍼레이스 챔피언십 본부팀 전속모델
- 2015년 - CJ 헬로모바일 슈퍼레이스 챔피언십 본부팀 전속모델
- 2014년 - CJ 헬로모바일 슈퍼레이스 챔피언십 본부팀 전속모델
- 2013년 - CJ 헬로비전 슈퍼레이스 챔피언십 본부팀 전속모델
- 2012년 - CJ 헬로모바일 슈퍼레이스 챔피언십 본부팀 전속모델

## 수상
- 2016년 - 레이싱 모델 어워드 대상